# Остероде (район)
Остероде (нем. Osterode am Harz) — район в Германии. Центр района — город Остероде. Район входит в землю Нижняя Саксония. Занимает площадь 636 км². Население — 77,9 тыс. чел. (2010). Плотность населения — 122 человека/км².
Официальный код района — 03 1 56.
Район подразделяется на 16 общин.

## Города и общины
1. Остероде (23 609)
2. Херцберг (13 883)
3. Бад-Лаутерберг (11 173)
4. Бад-Закса (7709)
5. Хатторф (4295)
6. Бад-Грунд (2395)
7. Валькенрид (2274)
8. Гиттельде (1955)
9. Вульфтен (1942)
10. Баденхаузен (1912)
11. Айсдорф (1736)
12. Вида (1345)
13. Хёрден (1108)
14. Цорге (1091)
15. Виндхаузен (995)
16. Эльбингероде (428)

(30 июня 2010)

## Археология
Близ города Остероде в пещере Лихтенштейн обнаружено захоронение культуры полей погребальных урн.